# Olympique Marseille
Olympique Marseille (offiziell Olympique de Marseille), häufig auch kurz als OM bezeichnet, ist ein 1899 von René Dufaure de Montmirail gegründeter französischer Fußballverein aus Marseille. Das Gründungsmitglied der Division 1 ist neunfacher Landesmeister und neben Paris Saint-Germain der einzige Verein Frankreichs, der die UEFA Champions League gewinnen konnte. 1993 wurde Marseille aufgrund einer Bestechungsaffäre ein weiterer nationaler Meistertitel aberkannt und der Verein zur Saison 1994/95 in die zweite Liga zwangsversetzt. Das auch im Wappen von OM enthaltene Vereinsmotto lautet Droit au but, auf Deutsch: direkt zum Ziel/Tor. Olympique bezieht sich auf den Olymp und stellt eine Verbindung zu den griechischen Wurzeln der Stadt Marseille dar, die eine phokäische Kolonie war.
Der Präsident ist Pablo Longoria; die Ligamannschaft trainiert seit Juli 2024 Roberto De Zerbi.

## Geschichte

### Vor dem Zweiten Weltkrieg
Auch wenn der Verein bereits 1899 gegründet wurde, wurde Fußball erst ab 1902 gespielt. Aushängeschild des Vereins war die Rugby-Mannschaft, die bis 1944 existierte. Das erste belegte Spiel von Olympique Marseille war ein Freundschaftsspiel gegen US Phocéenne Marseille, das im Parc Borély 0:3 verloren ging. Unter Präsident Marino Dallaporta, der Marseille vom 5. Oktober 1920 bis 2. Januar 1925 leitete, stellten sich die ersten überregionalen Erfolge ein. Unter ihm wurden auch die Nationalspieler Édouard Crut und Jean Boyer verpflichtet. Olympique Marseille gewann am 13. April 1924 als erster nicht Pariser Verein gegen FC Sète mit 3:2 n. V. im Stade Pershing den Coupe de France. 1926 und 1927 folgten die nächsten zwei Pokalsiege. 1927 wurde Joseph Alcazar als Ersatz für den abgewanderten Crut geholt. Durch einen 3:2-Sieg gegen Club Français Paris wurde Marseille 1929, vor Gründung einer Profiliga, erstmals französischer Meister im Championnat par catégories. Der Wettbewerb wird heute als inoffizielle Meisterschaft gezählt. Insbesondere Mannschaftskapitän Boyer prägte diese Zeit und traf bis auf das Pokalendspiel 1927 in allen Finals für Marseille.
Der Verein gehörte im Jahr 1932 zu den 20 Gründungsmitgliedern der Profiliga Division 1, einer im ersten Jahr noch zweigeteilten Spielklasse mit jeweils 10 Mannschaften. Alcazar war der erste Torschütze für Marseille in der neuen Liga. Marseille verpasste als Tabellenzweiter der Gruppe A hinter dem späteren Meister Lille das Finalspiel der beiden Gruppensieger. Im folgenden Spieljahr stand Olympique Marseille bereits dicht vor der ersten französischen Meisterschaft, verlor jedoch als Tabellenführer sein letztes Saisonspiel mit 1:3 beim Tabellenletzten CA Paris – einer Mannschaft, die bis dato 21 ihrer 25 Spiele verloren hatte – und fiel noch auf Platz 3 zurück. 1934 wurde Alcatraz zudem erster Spieler von Olympique Marseille, der an einer Fußball-Weltmeisterschaft teilnahm.
Der Titelgewinn gelang erstmals 1937, wenngleich nach drei Niederlagen in den letzten vier Saisonspielen der Punktvorsprung am Ende vollends aufgebraucht war und sich das von József Eisenhoffer trainierte Team nur noch aufgrund des besseren Torverhältnisses gegenüber dem FC Sochaux durchsetzen konnte. Von 1904 bis 1937 trug Marseille seine Spiele im Stade de l'Huveaune aus. Am 13. Juni 1937 zog die Mannschaft mit einem Freundschaftsspiel gegen den FC Turin in das damals 35.000 Zuschauer fassende Stade Vélodrome. Die Franzosen gewannen ihre Premiere im Stadion mit 2:1. Weitere Erfolge könnten durch den Kriegsausbruch, bis zu dem noch zwei aufeinanderfolgende Vizemeisterschaften in den Jahren 1938 und 1939 folgten, verhindert worden sein. Das Vélodrome-Stadion wurde von der deutschen Wehrmacht beschlagnahmt, so dass Marseille gezwungen war, wieder im Huveaune-Stadion zu spielen. In der Saison 1940/41 gewann Marseille die Gruppe Süd und damit eine weitere inoffizielle Meisterschaft, da die sogenannten „Kriegsmeisterschaften“ (championnats de guerre) zwischen 1939 und 1945 – anders als der Landespokal – nicht als offizielle Wettbewerbe zählen. Beim Coupe de France 1942/43 gewann die Mannschaft bei ihrer achten Pokalteilnahme zum sechsten Mal. In der Folgesaison wurden sämtliche Vereinsmannschaften durch sogenannte „Bundesauswahlen“ (équipes fédéraux) ersetzt, die jeweils nach einer – teilweise historischen – Landschaft benannt wurden. Viele Spieler von Olympique Marseille spielten in dieser Saison für ÉF Marseille-Provence. 1944/1945 nahm Olympique Marseille wieder regulär an der Division 1 teil.

### Von 1945 bis in die 1970er Jahre
Nach dem Krieg konnte sich Olympique Marseille 1948 den zweiten Titelgewinn sichern. 1952 erreichte man dank Torschützenkönig Gunnar Andersson noch die Relegation und schaffte nach einer 1:3-Hinspielniederlage durch ein 4:0 im Rückspiel gegen US Valenciennes-Anzin den Klassenerhalt. Auch 1953 krönte sich Andersson in seiner torreichsten Saison mit 35 Treffern zum Torschützenkönig der Division 1. In der Folgesaison, erreichte Marseille das Finale des Coupe de France, musste sich aber OGC Nizza mit 1:2 geschlagen geben. 1957 folgte der nächste Titel im Coupe Charles Drago. Durch ein 3:1 gegen den RC Lens gewann die Mannschaft erst- und einmalig den Wettbewerb, der auch als „Trostpokal“ („la Consolante“) bezeichnet wurde. Sicherte sich der Klub 1958 am letzten Spieltag noch aufgrund des besseren Torverhältnisses gegenüber dem FC Metz erneut den Klassenerhalt, stieg das Team im folgenden Jahr als Tabellenletzter erstmals aus der Division 1 ab. Nach einem zehnten Platz in der Division 2 1959/60 und sechsten Platz in der Folgesaison stieg die Mannschaft in ihrer dritten Zweitligasaison unter Otto Glória durch einen vierten Platz wieder in die Beletage des französischen Fußballs.
1962 folgte die erste Teilnahme am Messestädte-Pokal. Gegen Royale Union Saint-Gilloise gab es eine Erstrundenniederlage. Nach einem einjährigen Gastspiel in der Saison 1962/63, in der Marseille als Tabellenletzter abstieg, verpasste die Mannschaft 1964 die Aufstiegsrelegation als Fünfter trotz 20 Tore ihres Toptorschützens Antoine Keller. Nachdem man 1964 nur Drittletzter in der Division 2 geworden war, übernahm der neue Vereinspräsident Marcel Leclerc. Unter seiner Führung knüpfte Marseille einige Jahre später wieder an die großen Erfolge aus den 1920er und 1930er Jahren an. Zunächst folgte 1966 als Vize-Meister der Wiederaufstieg und die Etablierung in der ersten Liga und der Sieg im Coupe de France 1969. Als Olympique Marseille in der Weihnachtszeit 1969 gegen Red Star Paris ein Nachholspiel bestreiten musste, beschloss Präsident Leclerc, die Reservemannschaft antreten zu lassen. Leclerc wollte damit zeigen, dass er mit der Wahl des Termins nicht einverstanden war. Die Spieler, die eigentlich in der Division d’Honneur spielten, erreichten durch zwei Treffer von Ange Di Caro ein 2:2-Unentschieden. Die Liga erklärte dieses Ergebnis jedoch für ungültig und ließ das Spiel im März 1970 wiederholen. Im Nachholspiel besiegte Marseille Paris mit 6:1. Größter Coup war die Verpflichtung des Jugoslawen Josip Skoblar, der 1971 mit seinen 44 Treffern maßgeblichen Anteil am dritten Titelgewinn hatte und dafür mit dem Goldenen Schuh ausgezeichnet wurde. Im Folgejahr gelang das Double aus Titelverteidigung und Coupe de France 1971/72. Der 2:1-Sieg gegen den SEC Bastia war zudem das Eröffnungsspiel des neu gebauten Parc des Princes. Der Marseiller Didier Couécou wurde erster Torschütze im Stadion. Zu den erfolgreichsten Spielern dieser Zeit gehörten neben Skoblar auch Gilbert Gress, Roger Magnusson und der Brasilianer Jairzinho. International blieben die Erfolge dagegen aus. Im Intertoto-Cup 1969 gab es gegen den 1. FC Kaiserslautern mit 6:0 die höchste Niederlage in einem internationalen Wettbewerb für den Verein. Dazu unterlag Marseille im Landesmeisterpokal 1971 im Achtelfinale Ajax Amsterdam (1:2, 1:4), im folgenden Jahr schied die Mannschaft bereits in der ersten Runde gegen Juventus Turin (1:0, 0:3) aus. In der Liga endete die Saison 1973 auf dem dritten Platz. Zuvor wurde Marcel Leclerc im Juli 1972 von seinem Amt als Präsident entbunden, nachdem er beschuldigt worden war, Geld veruntreut zu haben. 1976, wurde er für schuldig befunden, ca. 3,3 Mio. Franc zum Nachteil von Olympique Marseille veruntreut zu haben. Leclerc wurde zu einer achtzehnmonatigen Freiheitsstrafe auf Bewährung und zur Rückerstattung der veruntreuten Gelder verurteilt. In der Berufung wurde der Betrag auf 1,9 Mio. reduziert. Nach Leclercs Regentschaft ließen die Leistungen der Mannschaft erstmal nach. 1974 verpasste Marseille als zwölfter die europäischen Ränge und im UEFA-Pokal gab es im November 1973 in der zweiten Runde nach einem 2:0-Hinspielsieg gegen den 1. FC Köln im Rückspiel zum zweiten Mal nach 1969 eine 6:0-Niederlage in einem europäischen Wettbewerb.
1974 übernahm Fernand Meric, ein Marseiller Kinounternehmer, die Präsidentschaft des Vereins. Unter ihm wurden mit Caju und Jairzinho zwei brasilianische Weltmeister von 1970 in die Mannschaft geholt. Sie waren gleichzeitig die ersten Weltmeister, die in der Division 1 spielten. Mit den beiden Brasilianern wurde Marseille 1975 Vize-Meister hinter AS Saint-Étienne. Im nächsten Jahr belegte Marseille lediglich den 9. Platz in der Liga. Erfolgreicher lief es im Coupe de France. Angetrieben von Héctor Yazalde gewann Marseille gegen Olympique Lyon im Finale mit 2:0. Aus der siegreichen Mannschaft von 1972 war einzig Jules Zvunka wieder mit dabei; dieses Mal allerdings als Trainer und nicht als Spieler. Das Ende der 70er Jahre war weniger erfolgreich. Dem Erstrundenaus im Europapokal der Pokalsieger 1976/77 gegen den FC Southampton folgte ein zwölfter, vierter und wieder ein zwölfter Platz. Damit verpasste man jeweils die Europapokalplätze. 1980 folgte dann der erneute Abstieg trotz Spielern wie Marius Trésor und Didier Six. Der frühere deutsche Nationalspieler Erwin Kostedde besiegelte den Abstieg durch drei Tore bei der 3:0-Niederlage am 36. Spieltag gegen Stade Laval. Da Lyon und Nizza ihre Spiele am folgenden Spieltag gewannen, konnte der Gang in die Division 2 auch rechnerisch nicht mehr abgewendet werden.

### Steiler Aufstieg, tiefer Fall

Logo 1990–1993

1981 geriet Olympique Marseille in große finanzielle Schwierigkeiten und wurde für Bankrott erklärt. Nach vielen Abgängen verfehlte Marseille mit einer Mannschaft, die in großen Teilen aus dem Siegerteam des Coupe Gambardella 1979 bestand, den direkten Wiederaufstieg und wurde 1981 Sechster in der Gruppe A der Division 2. Auch 1982 (3. Platz Gruppe A) und 1983 (4. Platz Gruppe A) verpassten die Südfranzosen den Aufstieg. Der gelang dann im vierten Jahr der Zweitklassigkeit, in dem Marseille Meister der Gruppe A wurde und damit direkt aufstieg. Im Endspiel um die Zweitligameisterschaft musste sich das Team dem FC Tours geschlagen geben. Nachdem 1985 der Klassenerhalt mit der Mannschaft geglückte war die größtenteils auch für den Aufstieg verantwortlich war, erreichte die Mannschaft im Jahr darauf wieder das Pokalfinale. Hier musste man sich Girondins Bordeaux erst in der Verlängerung durch ein Tor von Alain Giresse geschlagen geben. In der Liga erreichte das Team mit dem 12. Platz ein Abschneiden im gesicherten Mittelfeld.
Auf Initiative von Bürgermeister Gaston Defferre übernahm Bernard Tapie 1986 das Amt des Vereinspräsidenten. Mit ihm investierte der Klub in den folgenden Jahren viel Geld für die Neuverpflichtungen von Spielern mit internationalem Format, um Marseille ab Ende der 1980er Jahre wieder zu einem Spitzenklub Europas zu machen. In seiner ersten Saison verpflichtete er den deutschen Verteidiger Karlheinz Förster, den Siegtorschützen aus dem Pokalfinale des Vorjahres Alain Giresse sowie Stürmer Jean-Pierre Papin. Zudem wurde Michel Hidalgo als Sportdirektor verpflichtet. Trotz des Zuwachses an Qualität und der Herbstmeisterschaft verpasste Marseille die Meisterschaft 1987. Mitte April bezwang der spätere Meister Girondins Bordeaux wieder seinen direkten Kontrahenten mit 3:0, obwohl die Girondins ab der 20. Spielminute nur noch zu zehnt spielten. Gernot Rohr hatte den von Bordeaux gewechselten Giresse gefoult. Auch im Pokalfinale 1987 musste man sich erneut Bordeaux geschlagen geben. Für die nächste Saison wurden Abédi Pelé und Klaus Allofs verpflichtet. Im Europapokal der Pokalsieger, an dem Marseille als Pokalfinalist aus dem Vorjahr teilnahm, erreichte die Mannschaft gegentorlos das Halbfinale, in dem sie Ajax Amsterdam unterlag. In der Liga reichte es nur zum sechsten Platz. Papin krönte seine Saison allerdings als Torschützenkönig der Division 1. Einen Titel, den er von 1988 bis 1992 fünfmal in Folge gewinnen sollte und damit maßgeblichen Anteil an vier aufeinanderfolgende Meisterschaften ab der folgenden Saison hatte.
Für diese wurde das Team mit Spielern wie Éric Cantona und Franck Sauzée weiter verstärkt. Nach einem enttäuschenden Start in die Saison mit nur einem Punkt nach zwei Spielen wurde der frühere Marseiller Torwart Gerard Gili Trainer. Insbesondere durch eine starke Rückrunde wurde die Meisterschaft 1989 gefeiert. Mit dem Pokalgewinn 1989 gelang zudem das Double. Im Pokalfinale wurde die AS Monaco mit 4:3 besiegt. Zur Saison 1990 wurden mit Carlos Mozer, Enzo Francescoli und Chris Waddle weitere Spieler von internationalem Format verpflichtet, mit denen die Meisterschaft wiederholt wurde. Auch international machte die Mannschaft nun auf sich aufmerksam. Im Europapokal der Landesmeister scheiterte Marseille 1990 erst im Halbfinale an Benfica Lissabon (2:1, 0:1). Vata Matanu Garcia erzielte im Rückspiel per Hand das Tor, das das Ausscheiden von Marseille besiegelte.
Mit Basile Boli und Dragan Stojković wurde die Mannschaft in der Sommerpause 1990 weiter verstärkt. Der namhafteste Neuzugang war allerdings Franz Beckenbauer, der als frisch gebackener Weltmeistertrainer den Posten als technischen Direktor übernahm. Im September 1990 übernahm Beckenbauer dann auch das Traineramt, übergab es ab Januar 1991 allerdings an Raymond Goethals und bekleidete fortan wieder die Direktoren-Position. Am Ende der Saison war Marseille wieder Meister und im Europapokal der Landesmeister 1991 verlor das Team erst im Endspiel gegen Roter Stern Belgrad mit 3:5 im Elfmeterschießen. Nach der Finalniederlage verließ Beckenbauer Olympique Marseille wieder. 1992 wurde Marseille erneut Meister, die Saison wurde allerdings vom „Drama von Furiani“ im französischen Pokal überschattet. Im Halbfinalspiel zwischen dem Zweitdivisionär SC Bastia und Marseille brach im Stade Armand Cesari sieben Minuten vor Spielbeginn die Leichtbautribüne zusammen, die zuvor unter extremem Zeitdruck innerhalb von einer Woche vor dem Spiel errichtet wurde. Der Einsturz forderte 18 Tote und über 2.350 Verletzte als Opfer. Das Spiel wurde nicht ausgetragen und Olympique Marseille zum Sieger erklärt. Da Marseille sich weigerte, das Finale vier Tage später zu bestreiten, wurde der Wettbewerb 1991 ohne Pokalsieger abgebrochen.
Im Sommer 1992 gab es einen kleinen Umbruch im Team. Mit Papin verließ der Starstürmer den Verein in Richtung AC Mailand und auch Mozer und Waddle verließen Frankreich für einen Wechsel ins Ausland. Mit Marcel Desailly, Alen Bokšić und Rudi Völler gab es allerdings namhaften Ersatz. Bokšić wurde in der Meisterschaft Torschützenkönig. 1993 gelang Olympique im Champions-League-Endspiel gegen den AC Mailand schließlich in München durch das Tor von Basile Boli der bis dahin einzige Europapokalsieg einer französischen Mannschaft. Der Wettbewerb wurde erstmals unter dieser Bezeichnung ausgetragen und ersetzte den bisherigen Wettbewerb Europapokal der Landesmeister. Aus dem Sieg entwickelte sich auch der Slogan „À jamais les premiers“ (Auf ewig die Ersten), der bis heute von Fans und Verein verwendet wird.
Auf den sportlichen Höhepunkt folgte 1993 für Olympique Marseille der jähe Abstieg. Nachdem bekannt geworden, dass Vereinsfunktionäre vor dem Punktspiel gegen US Valenciennes Bestechungsgelder gezahlt hatten („Affäre OM-VA“), wurde die französische Meisterschaft aberkannt, der Verein 1994 in die Zweite Liga zurückgestuft und mehrere Beteiligte strafgerichtlich verurteilt. Der Verein war an seinem Tiefpunkt angelangt und stand aufgrund hoher Schulden Mitte der 1990er Jahre am Rande des Ruins. Auch der Europapokal von 1993 erhielt späte Makel. Anfang 2006 gestand Jean-Jacques Eydelie in einem Gespräch mit der französischen Sportzeitung L’Équipe ein, dass mit Ausnahme von Rudi Völler alle Spieler vor dem Champions-League-Endspiel gegen den AC Mailand eine ihnen in ihrer Zusammensetzung nicht bekannte Injektion erhielten. Ähnliche Dopingvorwürfe äußerte bereits im Jahr 2003 der irische Nationalspieler Tony Cascarino in einer Kolumne der britischen Tageszeitung The Times. Da 13 Jahre nach dem Finalspiel keine endgültige Klärung mehr zu erwarten war, verfolgte die UEFA Eydelies Dopingvorwürfe trotz anfänglicher Überlegungen und Mailänder Titelansprüchen jedoch nicht mehr weiter.
Marseille wurde der Meistertitel 1993 aberkannt und die UEFA sperrte Olympique Marseille für die Saison 1993/94. Im UEFA Super Cup 1993 trat der AC Mailand an Stelle von Marseille gegen AC Parma an. Der AS Monaco nahm für Marseille an der UEFA Champions League 1993/94 teil. Auch die FIFA tauschte Marseille beim Weltpokal 1993 gegen den AC Mailand aus. Bokšić und Desailly mussten den Verein aufgrund finanzieller Engpässe wieder verlassen. Marseille wurde nach den vier Meisterschaften in Folge in der Liga dieses Mal zweiter und qualifizierte sich für den UEFA-Pokal. Als Folge des Bestechungsskandals von 1993 musste Olympique Marseille allerdings zwangsabsteigen. Für die neue Saison stand ein Aderlass für den Kader an. Didier Deschamps, Basile Boli, Rudi Völler. Alain Boghossian und Sonny Anderson verließen den Verein und Marseille durfte keine unter Vertrag stehenden Spieler verpflichten. Mit Tony Cascarino und Rückkehrer Jean-Marc Ferreri waren die Neuzugänge nicht mehr so namhaft wie in den vorangegangenen Saisons. Im Dezember 1994 gab Gérard Gili ein zweiwöchiges Comeback, wurde aufgrund von finanzieller Schwierigkeiten aber nicht angestellt. Tapie verließ am 11. Dezember 1994 den Vorsitz des Vereins und Marseille musste im April 1995 Insolvenz anmelden. Da der Verein für 1 Mio. Francs von einem Konstrukt aus kommunale Behörden und privaten Geldgebern gekauft wurde, konnte der Spielbetrieb weiterlaufen. Auf dem Platz wurde Marseille zwar Zweitligameister, der Verband verwährte dem Verein allerdings den Aufstieg. In der nächsten Zweitligasaison ersetzte Jérôme Alonzo den zum AS Monaco gewechselten Fabien Barthez. Manuel Amoros und Christophe Galtier kehrten zu Marseille zurück. Tony Cascarino der in beiden Zweitliga-Spielzeiten Torschützenkönig wurde führte die Mannschaft unter Trainer Gérard Gili, der in der Saison zurückkam, zum zweiten Platz und damit zum Aufstieg. Zur Saison 1996/97 wechselte Europameister Andreas Köpke, nachdem dessen Wechsel zum FC Barcelona gescheitert war, zum Aufsteiger. Am 14. Dezember 1996 kaufte der damalige Adidas Vorstandsvorsitzende Robert Louis-Dreyfus Olympique Marseille und wurde neuer Präsident. Am Ende der Spielzeit verpasste Marseille als Elfter knapp die europäischen Ränge, konnte sich aber souverän im französischen Oberhaus halten. Mit einem vierten Platz 1998 qualifizierte sich Marseille wieder für den europäischen Wettbewerb. Im Folgejahr verpasste der Klub, auch durch die Verstärkung von Robert Pires, Peter Luccin und Florian Maurice mit einem Punkt Rückstand auf Girondins Bordeaux 1999 nur knapp die Meisterschaft. Das bemerkenswerteste Spiel der Saison lieferte der Verein zuhause gegen HSC Montpellier ab, in dem Marseille einen 0:4-Rückstand zur Halbzeitpause zu einem 5:4-Sieg drehen konnte. Im Mai 1999 unterlag Olympique im UEFA-Pokal-Finale dem AC Parma mit 0:3.

### Im 21. Jahrhundert
Die Saison zur Jahrtausendwende verlief durchwachsen für Marseille. Die Neuzugänge Franck Dumas, Eduardo Berizzo, Jérôme Leroy, Stéphane Dalmat und Ibrahima Bakayoko konnten die Qualität der abgewanderten Titi Camara und Laurent Blanc nicht ersetzen. Zwar gelang Marseille ein Heimsieg gegen Titelverteidiger Manchester United in der 1. Gruppenphase der UEFA Champions League 1999/2000, in der 2. Gruppenphase schieden die Südfranzosen mit nur zwei erzielten Toren als Gruppenletzter aus. In der Liga entgang man nur knapp dem Abstieg und beendete die Saison auf dem 15. Rang, punktgleich mit Absteiger AS Nancy. Für die nächste Spielzeit wurde der brasilianische Trainer Abel Braga verpflichtet. Er erhielt auf dem Platz Unterstützung durch die beiden Brasilianer Adriano Gabiru und Marcelinho. Darüber hinaus wurden mit Bruno N’Gotty, Manuel dos Santos Fernandes, Lucas Bernardi, Brahim Hemdani und der ehemalige Weltfußballer George Weah weitere Spieler von internationalem Format verpflichtet. Mit Robert Pirès, Stéphane Dalmat und Peter Luccinjoin verließen allerdings auch Leistungsträger den Club. Die Saison verlief enttäuschend und am Ende stand erneut ein 15. Platz zu Buche. Auch neben dem Platz gab es viel Unruhe, Trainerwechsel und Bernard Tapie wurde als Sportdirektor wieder zurückgeholt. In der Sommerpause kam es erneut zu vielen Wechseln. Vedran Runje, Frank Lebœuf, Daniel Van Buyten und Pascal Nouma halfen dem Verein, dass er nichts mit den Abstiegsrängen zu tun hatte, mit dem 9. Platz verfehlte Olympique aber auch ein Platz in Europa.
Die Premierensaison der Ligue 1, wie die höchste französische Fußballliga seit der Saison 2002/03 heißt, verlief wieder erfolgreicher. Alain Perrin wurde neuer Trainer und vergleichsweise wenige Wechsel bestimmten die Sommerpause. Fabio Celestini, Pascal Johansen und Dmitri Jewgenjewitsch Sytschow verhalfen der Mannschaft mit dem 3. Rang zur Teilnahme an der Champions-League-Qualifikation. Mit Habib Beye und Philippe Christanval wurde die Abwehr für die nächste Saison verstärkt und im Angriff kamen Ahmed Hossam und Didier Drogba dazu. Nachdem Marseille sich gegen FK Austria Wien in der Champions-League-Qualifikation hatte durchsetzen können, reichte es nur zu Rang 3 in der Gruppenphase und damit einem Weiterspielen in der 3. Runde des UEFA-Pokals. Hier konnte man unter anderem den FC Liverpool und Inter Mailand ausschalten und Marseille erreichte wieder ein internationales Finale. Nach einer Roten Karte von Torwart Fabien Barthez, unterlag Marseille im UEFA-Pokalfinale 0:2 gegen den FC Valencia im Mai 2004. In der Liga spielte Marseille unter den Erwartungen und verpasste mit Platz 7 wieder die internationalen Plätze. Drogba verließ den Verein im Sommer in Richtung Chelsea. Dafür kamen Frédéric Déhu, Bixente Lizarazu, Benoît Pedretti, Péguy Luyindula, Habib Bamogo neu nach Marseille. Im Januar 2005 wurde Pape Diouf von Louis-Dreyfus zum Vereinspräsidenten ernannt. Er war der erste schwarze Präsident eines großen europäischen Fußballklubs. In der Liga verbesserte man sich auf Platz 5, verpasste allerdings durch ein Unentschieden bei Bordeaux die direkte UEFA-Pokal-Qualifikation aufgrund des schlechteren Torverhältnisses gegenüber dem Tabellenvierten. Franck Ribéry, Lorik Cana und Mamadou Niang verstärkten Marseille im Sommer 2005 und durch das Gewinnen des UEFA Intertoto Cups 2005 gegen Deportivo La Coruña qualifizierte sich Marseille noch für den UEFA-Pokal 2005/06. Mit Toifilou Maoulida und Mickaël Pagis wurde im Winter 2005 nochmal im Angriff nachgelegt. Im nationalen Pokal erreichte Marseille das Finale des Coupe de France 2005/06, musste sich aber Paris Saint-Germain mit 2:1 geschlagen geben. In der Liga ereilte Marseille erneut das Schicksal der Vorsaison. Am letzten Spieltag der Saison 2005/06 verpasste Marseille wieder bei Bordeaux aufgrund des schlechteren Torverhältnisses gegenüber dem Tabellenvierten die direkte UEFA-Pokal-Qualifikation. Dieser gelang erneut über das Gewinnen des UEFA Intertoto Cups 2006. Hier besiegte Marseille Dnipro Dnipropetrowsk im entscheidenden Duell.
Olympique war erneut in einen Skandal verwickelt, bei dem es um illegale Transaktionen in Zusammenhang mit der Verpflichtung neuer Spieler, hinterzogene Sozialabgaben u. ä. aus den Jahren ab 1997 ging. Ein Gericht hat insgesamt 13 Personen zu teilweise mehrjährigen Freiheits- und hohen Geldstrafen verurteilt, darunter den Ex-Präsidenten Robert Louis-Dreyfus und weitere Vorstandsmitglieder von OM, mehrere Anwälte und Spielervermittler/-berater (einer der bekanntesten: Ex-Nationalspieler Jean-François Larios); lediglich der damalige Sportdirektor Marcel Dib wurde freigesprochen. Ungeachtet aller Probleme war OM einer repräsentativen Umfrage zufolge der 2007 in Frankreich beliebteste einheimische Fußballverein.
Mit Ronald Zubar, Modeste M’Bami und Djibril Cissé erreichte Marseille die Vizemeisterschaft in der Saison 2006/07. Im Pokal musste sich die Mannschaft erneut im Finale geschlagen geben. Die Südfranzosen zogen gegen den FC Sochaux im Elfmeterschießen den Kürzeren. Steve Mandanda, Laurent Bonnart, Benoît Cheyrou, Karim Ziani und Boudewijn Zenden kamen neu nach Marseille, während Franck Ribéry, Habib Beye und Mickaël Pagis den Club wieder verließen. Nach einem schwachen Start 2007 wurde Eric Gerets neuer Trainer von Olympique. Der dritte Platz 2007/08 erlaubte OM wie im Vorjahr, an der Champions League teilzunehmen. Jedoch erreichte man nur den 3. Platz in der Gruppe A, um schließlich im Achtelfinale des UEFA-Pokals vom späteren Pokalgewinner Zenit Sankt Petersburg besiegt zu werden. Im Sommer wurden Vitorino Hilton, Hatem Ben Arfa und Bakari Koné neu verpflichtet. Die Eigengewächse Cédric Carrasso und Samir Nasri sowie Djibril Cissé verließen den Verein. In der Saison 2008/09 belegte OM den 2. Platz hinter Bordeaux in der Ligue 1 und qualifizierte sich somit direkt für die Champions League. Man erreichte wieder nur den 3. Gruppenplatz und verlor erneut im Achtelfinale der Europa League, diesmal gegen Benfica Lissabon.
Nach Streitigkeiten zwischen Gerets und Louis-Dreyfus wurde Ex-Spieler Deschamps neuer Trainer. Diouf verließ ebenfalls den Verein nach Ungereimtheiten mit Louis-Dreyfus. Im Juli verstarb Robert Louis-Dreyfus und seine Frau Margarita Louis-Dreyfus wurde neue Mehrheitseignerin. Mit Souleymane Diawara, Stéphane Mbia, Gabriel Heinze, Édouard Cissé, Luis González wurde die Mannschaft weiter verstärkt. 2010 gewann Marseille mit der Meisterschaft, der Coupe de la Ligue und der Trophée des Champions erstmals nach 17 Jahren wieder Titel. Im Sommer 2010 kamen César Azpilicueta, André-Pierre Gignac und Loïc Rémy. Die Erfolge im Ligapokal und Supercup wurden wiederholt, in der Liga holte sich Marseille die Vize-Meisterschaft hinter OSC Lille. Mit den Neuzugängen Morgan Amalfitano, Alou Diarra, Jérémy Morel und Nicolas N’Koulou wurde Marseille zwar wieder Ligapokalsieger, in der Ligue 1 2012 reichte es nur zum zehnten Platz. In der Champions League schied die Mannschaft gegen den späteren Finalisten FC Bayern München aus. Ohne die Teilnahme an der Champions League wurde der Kader reduziert und Stéphane Mbia, César Azpilicueta und Alou Diarra verließen allesamt Frankreich in Richtung englische Clubs. Im Gegenzug wurde Joey Barton von den Queens Park Rangers ausgeliehen. Die Saison in der Heimatliga verlief erfolgreicher und 2013 wurde die nächste Vize-Meisterschaft hinter Paris Saint-Germain gefeiert. Mit Florian Thauvin, Benjamin Mendy, Giannelli Imbula, Mario Lemina wurde in der Transferperiode vor allem in Talente investiert. Dazu kam der etwas erfahrenere Dimitri Payet. Die Gruppenphase der Champions-League-Saison 2013/14 beendete Marseille als Schlusslicht der Gruppe F ohne einen einzigen Punktgewinn. Dies war zuvor noch keinem französischen Klub passiert, und für France Football „symbolisiert dieses Abschneiden alleine die internationale Schwäche des französischen Vereinsfußballs“. Auch in der Ligue 1 sprang nur ein sechster Rang heraus. In der darauf folgenden Saison sah es lange besser aus. Am 19. Spieltag wurde Marseille Herbstmeister, fiel dann aber in der Tabelle in der Rückrunde noch auf Platz vier zurück. Mit Bouna Sarr, Karim Rekik, Lucas Ocampos wurde die Mannschaft im Sommer 2015 und zusätzlich um erfahrene Spieler wie Lassana Diarra und Abou Diaby ergänzt. Noch während der Saison kündigte Margarita Louis-Dreyfus, dass der Verein zum Verkauf steht. Im Pokal erreichte die Mannschaft das Finale, musste sich allerdings Paris Saint-Germain geschlagen geben. In der Liga reichte es lediglich für den 13. Rang. Im Sommer verließen Georges-Kévin N’Koudou, Michy Batshuayi und Benjamin Mendy Marseille. Dafür kamen Henri Bedimo, Hiroki Sakai, Rod Fanni, William Vainqueur und Bafétimbi Gomis.
Im Oktober 2016 übernahm Frank McCourt, US-Unternehmer und früherer Besitzer der MLB-Mannschaft der Los Angeles Dodgers und des Dodger Stadium, die Anteile der Mehrheitsaktionärin Margarita Louis-Dreyfus. Er setzte Jacques-Henri Eyraud als neuen Präsidenten ein, wenige Tage später wurde in Person von Rudi Garcia zudem ein neuer Cheftrainer eingestellt. Am 27. Oktober 2016 gab der Verein die Verpflichtung von Andoni Zubizarreta bekannt. Der ehemalige spanische Nationaltorhüter übernahm das Amt des Sportdirektors. In der Winterpause wurde Dimitri Payet zurück nach Südfrankreich geholt. Durch einen fünften Platz sicherte sich die Mannschaft die Qualifikation zur UEFA Europa League. Maßgeblichen Anteil daran hatten Morgan Sanson, der mit 12 Vorlagen die Torvorlagengeberliste der Ligue 1 2016/17 anführte, sowie Bafétimbi Gomis und Florian Thauvin, die 20 bzw. 15 Tore erzielten. In der ersten vollen Spielzeit unter McCourt wurden Steve Mandanda, Adil Rami und Luiz Gustavo verpflichtet. Marseille erreichte das Finale der UEFA Europa League 2017/18. Hier verlor Olympique gegen Atlético Madrid mit 0:3. In der französischen Liga verbesserte sich die Mannschaft auf Platz 4. Florian Thauvin wurde zweiter der Torschützenliste und Dimitri Payet teilte sich mit 13 Vorlagen den Spitzenplatz bei den Vorlagen mit Neymar. Die Mannschaft konnte im Sommer fast komplett zusammengehalten werden und Duje Ćaleta-Car, Kevin Strootman sowie Nemanja Radonjić kamen neu nach Marseille. Im Winter kam noch Mario Balotelli dazu. Die Saison verlief insgesamt enttäuschend für die Mannschaft. In den Pokalwettbewerben schied man früh aus und in der Ligue 1 reichte es nur zu Platz 5. Am 28. Mai 2018 übernahm André Villas-Boas das Traineramt und mit ihm gab es einen größeren Umbruch in der Mannschaft. Rolando Jorge Pires da Fonseca, Aymen Abdennour, Tomáš Hubočan, Mario Balotelli, Adil Rami und Luiz Gustavo verließen Marseille, wohingegen Álvaro González, Valentin Rongier und Darío Benedetto neu zur Mannschaft dazusteießen. Die französischen Regierung ordnete ein frühes Ende der Saison Ende April 2020 angesichts der COVID-19-Pandemie an. Olympique Marseille stand zu diesem Zeitpunkt nach 28 Spielen auf dem zweiten Rang und qualifizierte sich damit direkt für die UEFA Champions League 2020/21.
Am 3. August 2020 wurde Pablo Longoria als Nachfolger von Andoni Zubizarreta Geschäftsführer Profifußball. Im Winter 2020/21 kamen Pol Lirola und Arkadiusz Milik neu in die Mannschaft. Nachdem es im Januar 2021 zu Ausschreitungen zwischen Fans und dem Verein gekommen war wurde Longoria zum Nachfolger von Jacques-Henri Eyraud als Präsident von Olympique Marseille ernannt. Er wurde der jüngste Präsident des Clubs seit 1909. Jorge Sampaoli wurde Trainer in Marseille und führte die Mannschaft auf den fünften Platz 2021. Für die neue Saison wurden Cengiz Ünder, Pau López, William Saliba, Mattéo Guendouzi und Gerson verpflichtet. In der Saison 2021/22 konnte Marseille erstmalig seit 1977 in Bordeaux durch ein Tor von Ünder gewinnen und wurde am Ende der Saison Vizemeister. Nach der Saison entschied sich Smpaoli den Club zu verlassen und Igor Tudor wurde neuer Trainer. Mit ihm gab es einen größeren Umbruch im Kader. Ćaleta-Car, Mandanda, Milik, Saliba und Eigengewächs Boubacar Kamara verließen Marseille. Im Gegenzug wurden Eric Bailly, Jonathan Clauss, Chancel Mbemba, Alexis Sánchez, Nuno Tavares, Jordan Veretout als Neuzugänge vorgestellt. In der Champions League schied Marseille 2022 am letzten Spieltag der Gruppenphase durch ein Tor von Pierre Emile Højbjerg in der 95. Minute gegen Tottenham Hotspur aus und verpasste ein mögliches Weiterkommen bzw. die Finalrunden-Play-offs der UEFA Europa League. Im November 2022 wurde Jean-Pierre Papin als Berater von Präsident Longoria vorgestellt. Die Mannschaft war am 33. Spieltag noch auf Platz zwei der Tabelle, konnte aus den letzten fünf Spielen aber nur drei Punkte holen und erreichte als Drittplatzierter der Ligue 1 2022/23 die 3. Qualifikationsrunde zur UEFA Champions League 2023/24. Trainer Tudor verließ den Club zum Saisonende aus beruflichen und privaten Gründen. Sein Nachfolger wurde Marcelino García.

## Erfolge

### National
- Französischer Meister (9): 1937, 1948, 1971, 1972, 1989, 1990, 1991, 1992, (1993 aberkannt), 2010
- Französischer Vizemeister (14): 1938, 1939, 1970, 1975, 1987, 1994, 1999, 2007, 2009, 2011, 2013, 2020, 2022, 2025
- Französischer Pokalsieger (10): 1924, 1926, 1927, 1935, 1938, 1943, 1969, 1972, 1976, 1989
- Französischer Pokalfinalist (9): 1934, 1940, 1954, 1986, 1987, 1991, 2006, 2007, 2016
- Supercupgewinner (3): 1971, 2010, 2011
- Ligapokalsieger (3): 2010, 2011, 2012
- Gewinner der Coupe Drago (1): 1957

### International
- UEFA-Champions-League-Sieger (1): 1993 (1:0 gegen AC Mailand)
- Europapokal der Landesmeister Finalist (1): 1991 (0:0 n. V., 3:5 i. E. gegen Roter Stern Belgrad)
- UEFA-Pokalfinalist (3): 1999 (0:3 gegen AC Parma), 2004 (0:2 gegen FC Valencia), 2018 (0:3 gegen Atlético Madrid)
- UEFA-Intertoto-Cup-Sieger (1): 2005 (0:2 und 5:1 gegen Deportivo La Coruña)

## Aktueller Kader 2024/25
Stand: 4. Mai 2025
| Nr.        | Nat.                         | Name                  | Geburtstag | im Verein seit | Vertrag bis |     |
| Tor        | Tor                          | Tor                   | Tor        | Tor            | Tor         | Tor |
| ---------- | ---------------------------- | --------------------- | ---------- | -------------- | ----------- | --- |
| 01         | Argentinien                  | Gerónimo Rulli        | 20.05.1992 | 2024           | 2027        |     |
| 12         | Niederlande                  | Jeffrey de Lange      | 01.04.1998 | 2024           | 2027        |     |
| 36         | Spanien                      | Rubén Blanco          | 25.07.1995 | 2022           | 2026        |     |
| 40         | Belgien                      | Jelle Van Neck        | 07.03.2004 | 2022           | 2027        |     |
| Abwehr     |                              |                       |            |                |             |     |
| 03         | Frankreich                   | Quentin Merlin        | 26.05.2002 | 2024           | 2028        |     |
| 04         | Italien                      | Luiz Felipe           | 22.03.1997 | 2025           | 2026        |     |
| 05         | Argentinien                  | Leonardo Balerdi      | 26.01.1999 | 2021           | 2028        |     |
| 06         | Schweiz                      | Ulisses Garcia        | 11.01.1996 | 2024           | 2028        |     |
| 13         | Kanada                       | Derek Cornelius       | 25.11.1997 | 2024           | 2028        |     |
| 29         | Spanien                      | Pol Lirola            | 13.08.1997 | 2021           | 2026        |     |
| 62         | Panama                       | Michael Murillo       | 11.02.1996 | 2023           | 2028        |     |
| 77         | Bosnien und Herzegowina      | Amar Dedić            | 18.08.2002 | 2025           |             |     |
| 99         | Kongo Demokratische Republik | Chancel Mbemba        | 08.08.1994 | 2022           | 2025        |     |
| Mittelfeld |                              |                       |            |                |             |     |
| 11         | Marokko                      | Amine Harit           | 18.06.1997 | 2022           | 2027        |     |
| 19         | Zentralafrikanische Republik | Geoffrey Kondogbia    | 15.02.1993 | 2023           | 2027        |     |
| 21         | Frankreich                   | Valentin Rongier      | 07.12.1994 | 2019           | 2026        |     |
| 22         | Algerien                     | Ismaël Bennacer       | 01.12.1997 | 2025           | 2025        |     |
| 23         | Danemark                     | Pierre Emile Højbjerg | 05.08.1995 | 2024           | 2025        |     |
| 25         | Frankreich                   | Adrien Rabiot         | 03.04.1995 | 2024           | 2026        |     |
| 26         | Marokko                      | Bilal Nadir           | 28.11.2003 | 2021           | 2026        |     |
| 45         | Frankreich                   | Yanis Sellami         | 04.01.2007 | 2023           | 2027        |     |
| 47         | Frankreich                   | Gaël Lafont           | 07.06.2006 | 2024           | 2026        |     |
| 50         | Frankreich                   | Darryl Bakola         | 30.11.2007 | 2024           | 2027        |     |
| Sturm      |                              |                       |            |                |             |     |
| 08         | Frankreich                   | Neal Maupay           | 14.08.1996 | 2024           | 2025        |     |
| 09         | Algerien                     | Amine Gouiri          | 16.02.2000 | 2025           | 2029        |     |
| 10         | England                      | Mason Greenwood       | 01.10.2001 | 2024           | 2029        |     |
| 14         | Kamerun                      | Faris Moumbagna       | 01.07.2000 | 2024           | 2028        |     |
| 17         | England                      | Jonathan Rowe         | 30.04.2003 | 2024           | 2025        |     |
| 48         | Frankreich                   | Keyliane Abdallah     | 05.04.2006 | 2024           | 2026        |     |

## Den Verein in der Vergangenheit prägende Personen

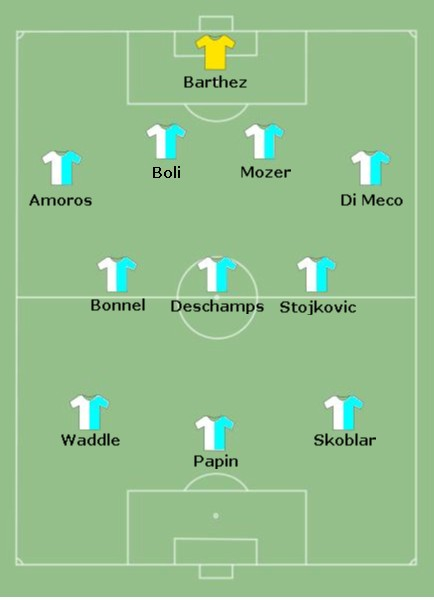
Traumelf von Olympique Marseille anlässlich des 110-jährigen Bestehens

Zum 110-jährigen Bestehen des Vereins wurde ein Traumelf gewählt. Ihr gehörten Fabien Barthez, Manuel Amoros, Basile Boli, Carlos Mozer, Éric Di Meco, Joseph Bonnel, Didier Deschamps, Dragan Stojković, Chris Waddle, Jean-Pierre Papin und Josip Skoblar.
- Joseph Alcazar (1927–1936 und 1941/42)
- Klaus Allofs (1987–1989)
- Manuel Amoros (1989–1993)
- Gunnar Andersson (1950–1958), erfolgreichster OM-Torschütze aller Zeiten
- José Anigo, Spieler (1977–1987), Sportdirektor (2004–2014) und mehrfach Trainer (2001, 2004, 2013–2014)
- André Ayew (2007–2015)
- Emmanuel Aznar (1936–1952)
- César Azpilicueta (2010–2012)
- Fabien Barthez (1992–1995 und 2003–2006)
- Jean Bastien (1935–1938, 1939/40, 1942–1950)
- Michy Batshuayi (2014–2016)
- Franz Beckenbauer, sportlicher und technischer Direktor (1990–1991)
- Joseph-Antoine Bell (1985–1988)
- Larbi Ben Barek (1938/39 und 1953–1955)
- Abdelkader Ben Bouali (1936–1938)
- Laurent Blanc (1997–1999)
- Alen Bokšić (1992–1993), 1992/93 französischer Torschützenkönig
- Basile Boli (1990–1994)
- Joseph Bonnel (1967–1973)
- Bernard Bosquier (1971–1974)
- Jean Boyer (1923–1935)
- Lorik Cana (2005–2009)
- Éric Cantona (1988–1991)
- Georges Carnus (1971–1974)
- Tony Cascarino (1994–1997)
- Benoît Cheyrou (2007–2014)
- Djibril Cissé (2007–2009)
- Didier Couécou (1970–1972 und 1973/74)
- Georges Dard (1936–1948 und 1949–1954)
- Marcel Desailly (1992–1993)
- Didier Deschamps (1989/90 und 1991–1994, Trainer 2009–2012)
- Jules Dewaquez (1924–1930)
- Laurent Di Lorto (1932–1936)
- Éric Di Meco (1980–1994)
- Jean Djorkaeff (1966–1970)
- Didier Drogba (2003–2004)
- Christophe Dugarry (1997–1999)
- József Eisenhoffer, Spieler und Trainer (1932–1941)
- Karlheinz Förster (1986–1990)
- Enzo Francescoli (1989–1990)
- Eric Gerets, Trainer (2007–2009)
- André-Pierre Gignac (2010–2015)
- Raymond Goethals, Trainer der Europapokalsieger-Mannschaft (1991–1993)
- Lucho González (2009–2012)
- Xavier Gravelaine (1996–1998)
- Gabriel Heinze (2009–2011)
- Michel Hidalgo, Manager (1986–1991)
- Jairzinho (1974–1976)
- Vilmos Kohut (1933–1939)
- Andreas Köpke (1996–1998)
- Frank Lebœuf (2001–2003)
- Yvon Le Roux (1987–1989)
- Charly Loubet (1969–1971)
- Roger Magnusson (1968–1973)
- Steve Mandanda (2008–2016 und 2017–), Ligarekordspieler von OM
- Jean-Jacques Marcel (1954–1959)
- Carlos Mozer (1989–1992)
- Samir Nasri (2004–2008)
- Mamadou Niang (2005–2010)
- Jacky Novi (1967–1973)
- Jean-Pierre Papin (1986–1992)
- Paulo César Lima (1974–1975)
- Dimitri Payet (2013–2015 und 2017–)
- Abédi Pelé (1987–1993)
- Robert Pires (1998–2000)
- Fabrizio Ravanelli (1997–2000)
- Franck Ribéry (2005–2007)
- Jean Robin (1939–1943 und 1944–1953)
- Dominique Rustichelli (1952–1958)
- Franck Sauzée (1988–1990 und 1991–1993)
- Roger Scotti (1942–1958)
- Josip Skoblar (1970–1973), mit 44 Liga-Toren 1970/71 französischer Rekordtorschütze
- Dragan Stojković (1990–1994)
- Taye Taiwo (2005–2011)
- Jean Tigana (1989–1991)
- Marius Trésor (1972–1980)
- Jaguaré Bezerra de Vasconcelos (1936–1939)
- Mathieu Valbuena (2006–2014)
- Daniel Van Buyten (2001–2004)
- Rudi Völler (1992–1994)
- Chris Waddle (1989–1992)
- George Weah (2000/01)
- Edmund Weiskopf (Virage) (1936–1938 und 1940–1942)
- Héctor Yazalde (1975–1977)
- Joseph Yegba Maya (1962–1970)
- Mario Zatelli (Spieler 1935–1938/1945–1948, mehrfach Trainer)

Bedeutende Trainer
Unter allen Übungsleitern, die der Verein seit Peter Farmer (1923–1924) beschäftigt hat, waren die folgend Genannten diejenigen, die am häufigsten bei nationalen und internationalen Pflichtspielen als Verantwortliche für OMs erste Mannschaft auf der Trainerbank saßen:
|   | Trainer          | Zeitraum von … bis … | Anzahl Spiele |
| - | ---------------- | -------------------- | ------------- |
| 1 | Mario Zatelli    | 1968–1973 (a)        | 197           |
| 2 | Gérard Gili      | 1988–1997 (a)        | 190           |
| 3 | Jules Zvunka     | 1974–1980 (a)        | 165           |
|   | Didier Deschamps | 2009–2012            | 165           |
| 5 | Henri Roessler   | 1950–1954            | 152           |

|    | Trainer            | Zeitraum von … bis … | Anzahl Spiele |
| -- | ------------------ | -------------------- | ------------- |
| 6  | József Eisenhoffer | 1935–1941 (a)        | 142           |
|    | Jean Robin         | 1956–1980 (a)        | 142           |
|    | Rudi Garcia        | 2016–2019            | 142           |
| 9  | Roland Gransart    | 1981–1984            | 137           |
| 10 | Rolland Courbis    | 1997–1999            | 111           |

## Stadion
Olympique Marseille trägt seine Heimspiele im Stade Vélodrome (seit 2016 durch Sponsoringvertrag offiziell Orange Vélodrome) aus, das trotz des Namens seit 1998 keine Radrennbahn mehr enthält. Diese namensgebende Bahn wurde anlässlich der Renovierungen zur Fußball-Weltmeisterschaft in Frankreich aus der Anlage entfernt. Das Stade Vélodrome wurde für die Fußball-Europameisterschaft 2016 umgebaut und erweitert. Dabei erhielten unter anderem die Zuschauerränge eine Komplettüberdachung. In der Saison 2013/14 waren 48.000 Plätze für die Fans verfügbar. Die Heimat von OM besitzt nach den Arbeiten rund 68.000 Zuschauerplätze. Es ist das größte für Vereinsspiele genutzte Stadion des Landes. Größer ist nur das Stade de France in Paris, das als Nationalstadion (also für Länderspiele und Pokalendspiele) dient, ohne einen Heimverein zu haben. Marseille hat bei seinen Heimspielen regelmäßig die meisten Zuschauer in der Ligue 1.

## Frauenfußball
Olympique besaß bereits seit den 1970er Jahren eine Frauenfußballabteilung, deren erste Elf 1979 und 1980 als Gruppenzweiter sogar nur relativ knapp am Einzug in das Endspiel um den Landesmeistertitel gescheitert war. Diese löste der Verein allerdings 1985 auf.
2011 richtete OM eine solche Abteilung wieder ein. Anders als die südfranzösischen Konkurrenten aus Lyon, Montpellier oder Toulouse nutzte OM jedoch nicht die Möglichkeit, durch Inkorporation eines bereits existierenden Frauenvereins auf einen vorhandenen Kreis von erfahrenen Spielerinnen und bestehende Strukturen zurückzugreifen und – in diesem Falle stand FAMF, der Nachfolger von Celtic Marseille, zur Debatte – gleich in der dritthöchsten Liga zu beginnen. Vielmehr hat der Verein in einem mehrstufigen Sichtungsverfahren eine Gruppe sehr junger Frauen rekrutiert, die in der untersten regionalen Spielklasse begann, und baute zudem einen Jugendbereich auf. 2014 sind Olympiques Frauen in die zweite Division aufgestiegen, in der sie 2016 die Meisterschaft der Südgruppe errangen. Deshalb sind Olympiques Frauen in der Saison 2016/17 erstmals in der Division 1 Féminine angetreten und haben sich dort zwei Jahre gehalten.

## Anhänger

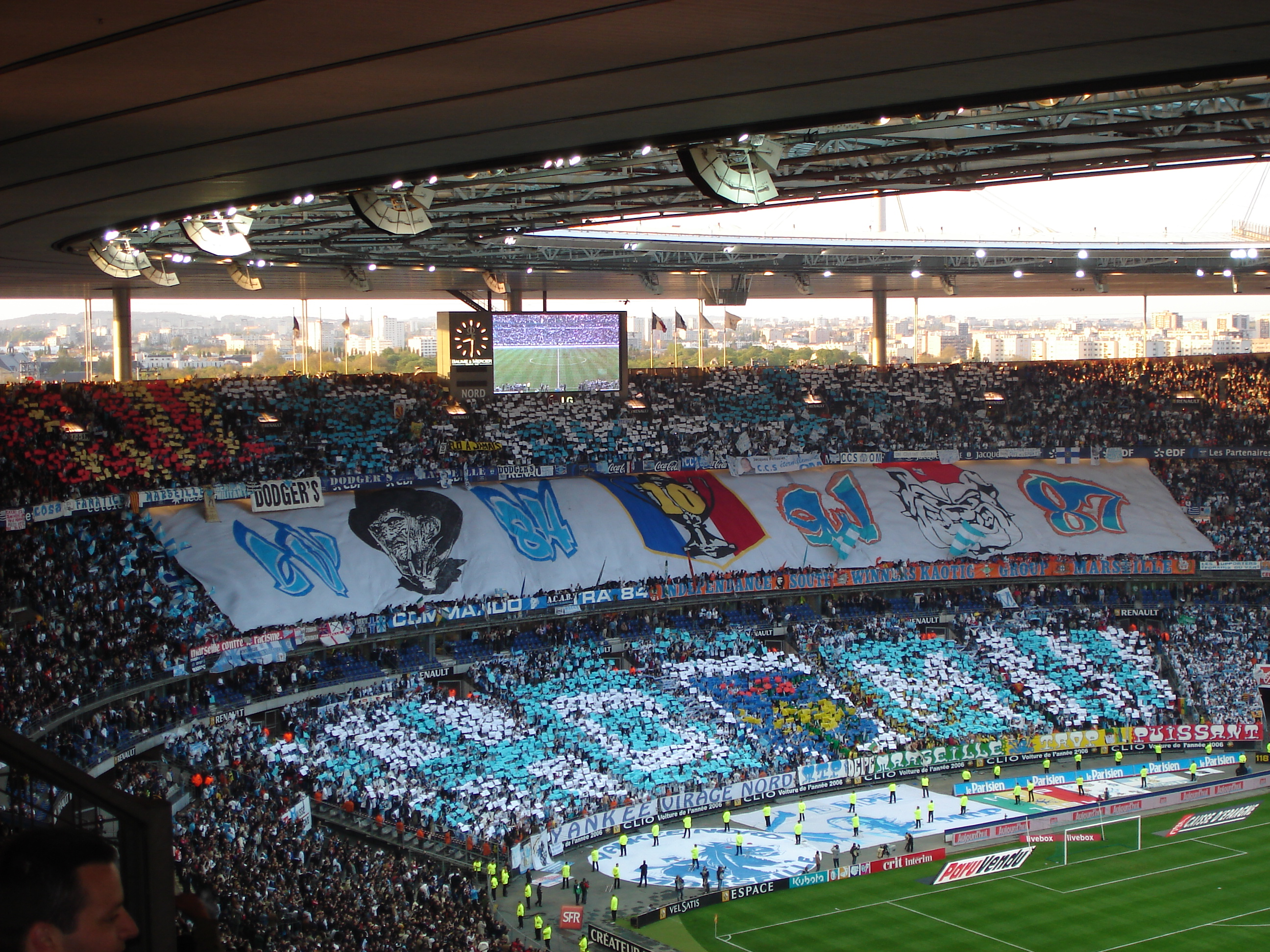
Choreographie des CU 84 vor einem Spiel gegen den Erzrivalen PSG

Olympique Marseille ist einer der populärsten Fußballvereine Frankreichs und verfügt über eine landesweite Gefolgschaft. Seine älteste Ultra-Gruppierung ist das 1984 gegründete Commando Ultra, das zusammen mit den 1987 entstandenen South Winners die Südkurve (Virage Sud) des heimischen Stade Vélodrome bevölkert. Die Nordkurve (Virage Nord) teilen sich die Dodgers Marseille (gegründet 1992), MTP Marseille Trop Puissant (1994), Fanatics (1988) und Yankee Nord Marseille (1987).
Eine langjährige und intensive Freundschaft (in erster Linie des Commando Ultra 84) besteht mit den Fans von AEK Athen (in erster Linie mit deren ältester Ultra-Gruppierung Original 21). Die Freundschaft entstand anlässlich ihres Aufeinandertreffens im Achtelfinale des Europapokals der Landesmeister 1989/90, wo Marseille sich mit 2:0 und 1:1 durchsetzen konnte. Seither kommt es zu wechselseitigen Unterstützungen, wenn OM in Griechenland oder AEK in Frankreich spielt.

## Rivalitäten
Eine junge, jedoch umso intensivere Rivalität liefern sich die Anhänger von OM und Paris Saint-Germain, bei der es jedoch nicht nur um sportlichen Erfolg geht, sondern auch um die beiden größten und einflussreichsten Städte Frankreichs mit den meisten Anhängern. Auch historische, kulturelle und soziale Aspekte spielen eine Rolle. Da es beim Derby de France regelmäßig zu teils schweren Ausschreitungen kommt, gelten Aufeinandertreffen der beiden Clubs als Risikospiel.
Mehr Tradition hat hingegen das Duell mit Saint-Étienne – da sich hier die größten und kreativsten Fangruppierungen des Landes begegnen, geht es hierbei jedoch vielmehr darum, wer sein Team lautstärker, farbenfroher und intensiver unterstützt. Auch die seit Beginn der 1950er regelmäßig ausgetragenen Spiele zwischen OM und OL sind weitestgehend frei von echten Auseinandersetzungen zwischen den Fangruppen. Bei diesem „Aufeinanderprallen der Olympiques“ (choc des Olympiques) beziehungsweise L’Olympico – wie auch schon Le Classique eine PR-dienliche Neuschöpfung des Bezahl-TV-Senders Canal+ – beschränkt sich die Rivalität auf die Frage der fußballerischen Dominanz zweier gleichnamiger Klubs aus dem Südosten des Landes.

## Belege und Anmerkungen
1. ↑  L’Équipe: Comment l'OM se remet des affaires
2. ↑  UPI: A local tribunal has declared bankrupt the prestigious Olympic...
3. ↑  11 Freunde: Der große Diktator
4. ↑  Siehe beispielsweise diese (Bild-)Quelle (Memento vom 5. Dezember 2011 im Internet Archive), in der die Opfer namentlich genannt werden, und den Artikel „20 ans de Furiani: le football français se recueille“ (Memento vom 29. Juli 2012 im Internet Archive) bei foot.hebdo vom 10. Mai 2012; dagegen nennen L’Équipe/Ejnès, S. 408/409, die Zahl von 17 Todesopfern.
5. ↑  Marseille relegated. In: independent.co.uk. Independent, 22. April 1994, abgerufen am 22. November 2022 (englisch).
6. ↑  France Football vom 6. März 2007, S. 11 ff.
7. ↑  Artikel „Les dossiers noirs du foot français“ in France Football vom 7. Januar 2014, S. 21.
8. ↑  Olympique Marseille hat einen neuen Besitzer. In: rp-online.de. 17. Oktober 2016, abgerufen am 3. Februar 2021.
9. ↑  Rudi Garcia nommé entraîneur de l’Olympique de Marseille (Memento vom 21. Oktober 2016 im Internet Archive) (französisch)
10. ↑  Andoni Zubizarreta nommé directeur sportif de l’OM (Memento vom 5. September 2018 im Internet Archive) (französisch)
11. ↑  FAZ: ÄRGER BEI OLYMPIQUE MARSEILLE: „Lebensbedrohlich“: Spielabsage nach Fan-Protesten
12. ↑  Laola1: Ligue 1: Jorge Sampaoli neuer Trainer von Olympique Marseille Sampaoli folgt Villas-Boas bei Marseille nach
13. ↑  L'Équipe: Pablo Longoria : « Jean-Pierre Papin va venir à l'OM »
14. ↑  Équipe Première - OM. Abgerufen am 4. Mai 2025 (französisch).
15. ↑  France Football vom 10. Januar 2012, S. 7, fortgeschrieben
16. ↑  Statistiques de l’équipe féminine de l’OM
17. ↑  La création d’une section féminine est envisagée
18. ↑  France Football vom 21. Juni 2011, S. 14/15
19. ↑  Südkurvenbladdl: Ultras in Frankreich (Artikel vom 28. Februar 2014)
20. ↑  Philippe Auclair (The Guardian): Only in Marseille: where ultras rule and temptation is never far away (englisch; Artikel vom 6. Januar 2015)
21. ↑  Artikel „Clasico, Olympico und Celtico“ vom 14. Dezember 2010 bei sofoot.com